# Södra Hultarp naturreservat
Södra Hultarp är ett naturreservat i Höörs kommun.
Reservatet består till största delen av en bok- och avenbokskog som är avsatt för att bevara ett såväl vetenskapligt som estetiskt värdefullt lövskogsområde. Skåneleden, Ås till Åsleden, går genom reservatet från parkeringen i väster rakt österut till där Södra Hultarp ansluter till naturreservatet Allarps bjär.
Naturreservatet har fått sitt namn från Södra Hultarp en by som ligger sydväst om reservatet.

## Geologisk historia
För 200-80 miljoner år sen fanns en aktiv vulkan i området. Det som idag finns kvar av vulkanen är den kalciumrika, vulkaniska bergarten basalt som har lagt grunden för dagens flora. Basalten stelnade i typiska sexkantiga pelare i vulkanens inre – samma kantiga form kan återses hos många av stenarna i stengärdesgårdarna som löper genom reservaten.

## Flora och fauna
Lövskogen består till största delen av avenbok och bok- med inslag av björk, ek och hassel. I de fuktigare partierna växer al, ask och björk. Markvegetationen är relativt artfattig, men i rikare delar finns arter som blåsippa, buskstjärnblomma, gulplister, gulsippa, svalört, och vitsippa.

## Vägbeskrivning
Från riksväg 13 i Munkarp, som ligger cirka 6 km väster om Höör, tar man av norrut mot Hallaröd. Efter cirka 4,5 km kör man igenom Hallaröds by och tar sedan av till höger på vägen till Billinge. Efter cirka 2 km tar man av till höger igen på vägen till Forestad och är då framme vid reservatet.